# Cleonardo macrocephala
Cleonardo macrocephala is een vlokreeftensoort uit de familie van de Eusiridae. De wetenschappelijke naam van de soort is voor het eerst geldig gepubliceerd in 1955 door Birstein & Vinogradov.